# Никон (Богоявленский)
Епископ Никон (в миру Филипп Егорович Богоявленский; 1831, Тульская губерния — 19 июня [1 июля] 1897, Верный) — епископ Русской православной церкви, епископ Туркестанский и Ташкентский.

## Биография
Родился в 1831 году в семье причётника Тульской епархии.
В 1855 году окончил Киевскую духовную академию.
С 12 апреля 1856 года — учитель Тульской духовной семинарии; 8 сентября того же года рукоположен во священника Вознесенской церкви. В 1858—1859 годах служил во Владимирской церкви на Ржавце; 30 июля 1858 года утверждён в степени магистра богословия.
С 9 ноября 1859 года — законоучитель Тульского Александровского кадетского корпуса и священник Александро-Невской церкви при нём.
С 28 сентября 1866 года — законоучитель Санкт-Петербургской военно-чертёжной школы.
12 апреля 1872 года возведён в сан протоиерея.
Получил благодарность от императорской семьи за пастырскую опеку Охтинского детского приюта в Санкт-Петербурге.
В феврале 1881 года назначен настоятелем посольской церкви в Риме.
5 марта 1881 года пострижен в монашество с именем Никон, а 14 марта возведён в сан архимандрита.
С 20 ноября 1884 года — настоятель Мелецкого Николаевского монастыря.
С 13 августа 1885 года — член Петербургского Духовного Цензурного Комитета.
С 10 апреля 1888 года в Санкт-Петербурге хиротонисан во епископа Сарапульского, викария Вятской епархии.
С 4 марта 1889 года — епископ Глазовский, викарий Вятской епархии.
С 21 августа 1893 года — епископ Угличский, викарий Ярославской епархии.
С 16 января 1895 года — епископ Туркестанский и Ташкентский.
Столкнулся, как и его предшественник, с проблемой нехватки священнослужителей в крае. К началу XX века в Туркестане образовалось более 120 русских селений с населением в 70 тысяч человек, число приходов неуклонно росло. Преосвященный Никон ходатайствовал об основании в епархии духовной семинарии, но в то время идея не получила претворения. Открыл новый Аулиеатинский благочинный округ. Освятил Свято-Сергиевские храмы в Андижане и Ташкенте.
Скоропостижно скончался 19 июня (1 июля) 1897 года в Верном, где и был погребён — в Софийском соборе (в то время — кафедральный собор епархии).